# Éclipse solaire du 11 juillet 1991
L'éclipse solaire du 11 juillet 1991 est une éclipse totale.

## Une «grande totale» de notre époque
Elle fut une des « grandes totales » de notre époque, car faisant partie du saros solaire 136 produisant les éclipses actuelles les plus longues.
Et dont certaines restèrent célèbres : éclipse de la relativité générale, éclipse du Concorde…

## Parcours: une éclipse très suivie

Carte animée de l'éclipse.

Celle-ci a eu un grand nombre d'observateurs par son passage dans les régions densément peuplées du Mexique, passant par Mexico, puis longeant le sud de l'Amérique centrale, puis le nord de l'Amérique du Sud finissant au Brésil. 
Mais ce fut l'éclipse totale qui a été observée (durant environ 4 min) par les plus grands observatoires de l'époque, au Mauna Kea dans l'ile d'Hawaï.

### Photos
- (en) Baja California, La Paz. Prof. Druckmüller's eclipse photography site
- (en) Baja California, Todos Santos. Prof. Druckmüller's eclipse photography site
- (Reyna à La Paz, Basse-Californie, Mexique)
- (en) www.noao.edu: Satellite view of eclipse
- (en) APOD 7/16/1999, Solar Surfin', total eclipse corona, from Mauna Kea, Hawaii
- (en) APOD 10/24/1995, A Total Solar Eclipse, total eclipse corona
- (en) The 1991 Eclipse in Mexico

### Vidéos
- Total Solar Eclipse -- July 11, 1991
- Total Solar Eclipse - July 11, 1991 (Mexico)
- Total Solar Eclipse in Mexico - July 11, 1991
- 1991 Total Solar Eclipse from Baja Mexico